# Сумський Дмитро Михайлович
Дмитро́ Миха́йлович Сумський (24 вересня 1974, м. Калінінград, РРФСР — 30 березня 2017, м. Авдіївка, Донецька область, Україна) — доброволець ДУК ПС, учасник російсько-української війни. Позивний «Шаман».

## Біографія
Народився в 1974 році у м. Калінінграді. У 1987 році переїхав до Києва. Навчався у середній школі № 11 Дніпровського району Києва. Грав на електрогітарі, у середині 1990-х років був гітаристом київського рок-гурту «Інферно»[неавторитетне джерело]. Любив грати в шахи і читати книжки.
Під час російської збройної агресії проти України з 2014 року виконував завдання на території проведення антитерористичній операції у складі Добровольчого українського корпусу, боєць розвідувального підрозділу «Санта».
Пройшов бої поблизу Донецька, у селищі Піски. В лютому 2016 року був серед бійців, які першими зайшли на позиції в промисловій зоні м. Авдіївки.
Загинув 30 березня 2017 року близько 18:00 у промзоні м. Авдіївки, в результаті вибуху міномета М120-15 «Молот» під час бойових дій. Тоді ж загинули солдати 72-ї бригади Олександр Педак і Олег Новохатько, ще один боєць, Дмитро Макеєв, дістав тяжкі поранення. Військова прокуратура Донецького гарнізону почала розслідування щодо причин і обставин вибуху міномету, також на місці працювала робоча група Генштабу ЗСУ.
|                                  | Саша Педак закидав міни, Олег Новохатько наводив, а Дмитро Сумський — коректував. Перша міна вилетіла нормально, друга теж. Я побачив, що плита під мінометом почала влазити у землю, пішов по каміння, щоб підкласти під неї. Приніс і запитав у хлопців, чи потрібна допомога, вони відповіли, що все гаразд. Я відійшов назад і почав готувати міни до бою. Почув гучний вибух і мене кинуло головою вниз. Через секунду осколок влучив у голову. Руку пробило наскрізь. Подивився на хлопців, вони вже лежали за чотири метра від міномета і не рухались. |
| — боєць 72-ї ОМБр Дмитро Макеєв. | |

Похований 2 квітня на Лісовому цвинтарі м. Києва[неавторитетне джерело][неавторитетне джерело].
Залишились сестра, брат і цивільна дружина Яна.

## Нагороди та відзнаки
- Нагрудний знак «За оборону Донецького аеропорту»;
- Медаль «За оборону рідної держави»;
- Орден «Народний Герой України» (посмертно, 18.08.2017)[9];
- В 2021 році був нагороджений орденом «За мужність» III ступеня (посмертно)[10].